# ジャン・ピアース
ジャン・ピアース（英語: Jan Peerce, 1904年6月3日 - 1984年12月15日）は、アメリカ合衆国のテノール歌手。
キャリアのスタートは決して早いものとは言えなかったが、大指揮者アルトゥーロ・トスカニーニのお気に入りのテノール歌手の一人として知られ、メトロポリタン歌劇場（メト）での27年を含めて半世紀にわたって世界的に活躍。多彩なレパートリーを誇り、キャリアの後半期にはオペラなどに加えてブロードウェイへの進出も行った。また、ニューヨークに生まれてニューヨークを中心に活躍し、亡くなったのもニューヨーク州という生粋の「ニューヨークっ子」の歌手でもあった。
日本語表記をヤン・ピアースとするメディアもある。

## 生涯

### 前半生
ジャン・ピアース、本名ジェイコブ・ピンカス・ペレルムース'Jacob Pincus Perelmuth）は1904年6月3日、ニューヨークでルイス・ペレルムースとアンナ・ポスナー・ペレルムースの間に生まれる。両親はロシア帝国領ベラルーシからマンハッタン地区ロウワー・イースト・サイドに移り住んできたユダヤ系移民であり、母のアンナはジェイコブに音楽的素養を与えようとピアノを買うことを最初は考えたが、経済的余裕に乏しかったのでヴァイオリンを買い与えた。また、ジェイコブは歌唱にも才能を見せてシナゴーグの聖歌隊の一員にもなり、その高い声は周囲から賞賛を受けるほどであった。しかし、アンナはジェイコブを音楽で生業を立てさせるという考えは持っておらず医師になるように勧め、ジェイコブ自身もこの時は異論なく了承し、デウィット・クリントン・ハイスクールを経てコロンビア大学に進んだ。しかし、大学に進学したジェイコブは得意のヴァイオリンを生かして小さなダンスバンドを結成し、学内結婚式などで公演を行って収入を得るようになったが、音楽活動に傾倒する一方で勉学には身が入らなくなり、ジェイコブ自身も勉学より音楽の道に専念することを決心して、最終的にはコロンビア大学を中退した。このコロンビア大学時代、ジェイコブは幼馴染のアリス・カルマノヴィッツと1928年10月に極秘裏に結婚する。アリスとは1912年からの馴染みであったが大学時代までは何も進展はなく、また交際が本格化してもジェイコブの将来が不安定であると思われたため、ルイスとアンナは結婚を認めなかった。このような背景から、ジェイコブとアリスは駆け落ち同然で結婚をしたわけだが、結局は両親のもとで生活をせざるを得なくなった。もっとも、ルイスとアンナも最終的には結婚を認め、1929年6月にシカゴで正式な挙式を挙げることができた。1930年4月19日にアリスは長男ローレンスを出産。ローレンスは、のちに映画とテレビのディレクターとして活躍するラリー・ピアースである。

### 歌手活動のはじまり
コロンビア大学でのバンド活動でジェイコブは「ピンキー・パール」(Pinky Pearl) や「ジャック・パール」(Jack Pearl) といった芸名を使い、ヴァイオリンと歌唱で名を馳せたが、これらの活動が興行師サミュエル・ロキシー・ロサフェルの目に留まり、ジェイコブは1932年に開場したラジオシティ・ミュージックホールの興行にバンドごと誘われることとなった。ロサフェルはジェイコブとは「歌手としてのジェイコブ」ではなく「ヴァイオリニストとしてのジェイコブ」として契約したが、間もなく歌手として売り出すことを決心する。契約を結ぶ前、ホテル・アスターでのバンド公演でロサフェルが、ジェイコブが "Yours Is My Heart Alone" を歌っていたのを耳にしていたからであった。ロサフェルはジェイコブに「ジョン・ピアース」(John Pierce) という芸名を与えた。ジェイコブは決して身長が高いわけでもなく体格もやや幅広で、風貌もエスニック的であり、このことが聴衆に受け入れられるかということが心配の種であったが、ロサフェルは「世界で最もハンサムな男」というキャッチフレーズも添えてジェイコブをデビューさせた。ほどなくしてジェイコブはロサフェルと相談の上で芸名を「ジャン・ピアース」に変更するが、この名前はロサフェルが創案した芸名と自身のアイデンディティーの妥協の産物であった。以降、ジェイコブは「ジャン・ピアース」と名乗っての歌手活動と匿名での活動に専念することとなった。本項では、この節以降、ジェイコブをピアースと表記することとする。なお、歌手活動に本腰を入れるに際して、ジュゼッペ・ボゲッティの門下となって勉学に励んだ。
ラジオシティ・ミュージックホールを中心とするピアースの活動に転機が訪れたのは1938年のことである。ピアースは、前年1937年から活動を開始していたトスカニーニ率いるNBC交響楽団の演奏会に参加することになった。手始めに、1938年1月15日の放送演奏会でブゾーニの『ロンド・アルレッキネスコ』 (Rondo Arlecchinesco) で歌詞のない舞台裏の声の役で出演し、次いで2月6日の基金コンサートのためのオーディションを受験することとなって、その場で初めてトスカニーニと対面することとなった。ピアースは、オーディションでドニゼッティ『愛の妙薬』から「人知れぬ涙」を歌ったが、ピアノ伴奏を務めたトスカニーニが出だしの部分でミスをしたことが印象に残った、とピアースは後年に回想している。ピアースはオーディションに合格し、基金コンサートの本番ではヴィナ・ボヴィ、キルステン・トルボルクおよびエツィオ・ピンツァとともにベートーヴェンの交響曲第9番（第九）を歌った。この公演以降、ピアースはトスカニーニのお気に入りのテノール歌手となり、1957年のトスカニーニの死まで親交が続くこととなった。

### メト
トスカニーニのNBC交響楽団への出演の一方でオペラ出演への準備も進んだ。批評家や音楽ファンの間では「ピアースのメトへのデビューはいつか？」という議論が広がっていたが、オペラ経験のないピアースのためにアリスが奔走した結果フィラデルフィア・スカラ・オペラ・カンパニーとの契約に至り、1938年12月10日にヴェルディ『リゴレット』のマントヴァ公爵を歌ってオペラ・デビューを果たした。フィラデルフィアでは他にヴェルディ『椿姫』のアルフレード・ジェルモン、プッチーニ『蝶々夫人』のピンカートンを歌い、その他1939年にはニューヨークで初めてのソロ・リサイタルを開き、アメリカ全土にもおよんだ公演の合間には数多のオペラを勉強して素養を広げた。1941年、ピアースはついにメトとの間で出演契約を結び、同じ年の11月29日に『椿姫』のアルフレード・ジェルモンでメトへのデビューを果たすこととなった。批評家はこぞってピアースを賞賛によって迎え入れ、メトでは1968年までの27年間の間、337のオペラ上演に出演することとなった。プッチーニ『トスカ』のカヴァラドッシ、『ラ・ボエーム』のロドルフォ、グノー『ファウスト』の表題役を手始めに、ドニゼッティ『ランメルモールのルチア』のエドガルド、ヴェルディ『運命の力』のドン・アルヴァーロおよびジョルジュ・ビゼー『カルメン』のドン・ホセを主要なレパートリーに加えた。しかしながら、『アイーダ』のラダメス、ヴェルディ『イル・トロヴァトーレ』のマンリーコおよびワーグナー『ニーベルングの指環』のジークフリートといった重い役柄は熟慮の末、定着のレパートリーに加えることを拒絶した。特に、ラダメスはトスカニーニが求めていたものであった。
第二次世界大戦終結後、ピアースの活動は世界に広がることとなる。世界ツアーの一環でアフリカ、ヨーロッパ、カナダ、オセアニアなどを回ったが、特筆すべきは、冷戦真っ只中の1956年にアメリカ人歌手としては第二次世界大戦後初めてボリショイ劇場に出演したことである。1958年4月には第1回大阪国際芸術祭（第2回以降の名称は大阪国際フェスティバル）のため来日。また、『エド・サリヴァン・ショー』への出演など、テレビの世界にも進出していった。

### 晩年

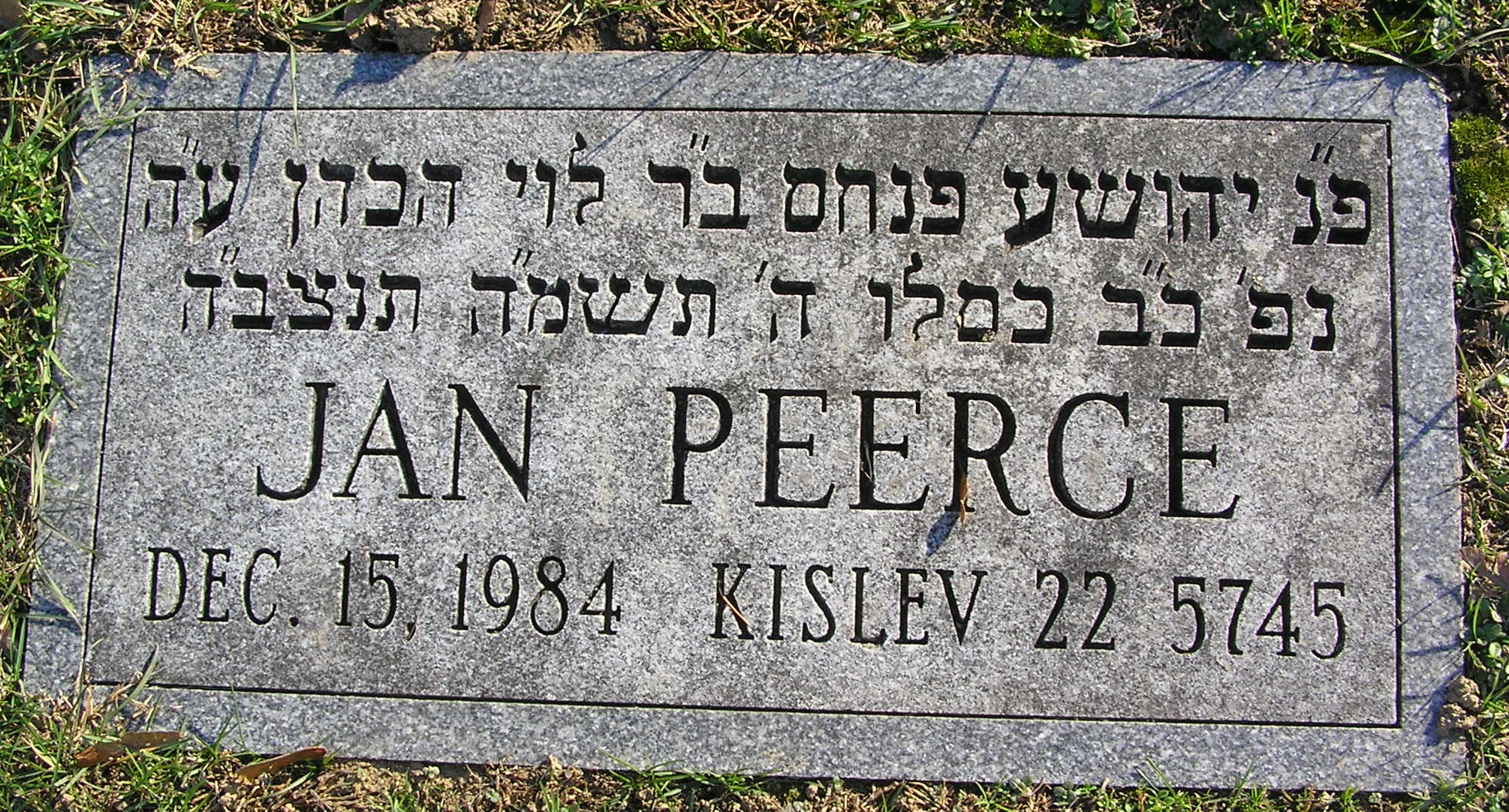
ピアースの墓

1968年にメトとの専属契約を終えたあと、ピアースは1971年にブロードウェイに進出し、『屋根の上のバイオリン弾き』のテヴィエ役でデビューした。ブロードウェイでの活躍期間は長くはなかったが、『屋根の上のバイオリン弾き』以外では『ザ・ロスチャイルド』、"Laugh a Little, Cry a Little" といった作品に出演した。1976年には、かつてリリースしたアルバムと同じ名前の自伝『幸せの青い鳥』 (Bluebird of Happiness) を出版して100万部を超える売り上げを記録し、ジョニー・カーソンやマーヴ・グリフィンらの深夜トーク番組の常連にもなった。1982年5月2日、ピアースはオハイオ州デイトンで開かれたベス・アブラハム・ユース合唱団のコンサートに特別出演し、このコンサートを最後に現役を引退した。ピアースは引退当時78歳であったが、全盛期と変わらぬ声を保っていたと報じられた。その後は体調を崩し、1984年12月15日にニューヨーク州ニューロシェルの老人福祉施設内病院で80年の生涯を終えた。墓はニューヨーク州ウエストチェスター郡ヴァルハラのマウント・エデン墓地にある。
ピアースは、ヴァイン・ストリート1751番地にハリウッド・ウォーク・オブ・フェームの星（音楽）を刻んでいる。

## ピアースの芸術と録音
ピアースは、エンリコ・カルーソーやルチアーノ・パヴァロッティなどと同じく、音楽に忠実で、常にコンサートホールを満員にできるアーティストの一人として評されている。また、ニューヨーク・フィルハーモニックが夏シーズンにルウィソーン・スタジアムで開いた「スタジアム・コンサート」の常連でもあり、14,000人収容の野外スタジアムにおいてロバート・メリルやアイリーン・ファーレル、妹サラの夫でピアースとは義兄弟の関係となるリチャード・タッカーらとともにコンサートを彩る役割を果たした。ニューヨーク・フィルとの関係について今一つ説明すれば、1958年12月18日から21日にかけての定期演奏会で、レナード・バーンスタインの指揮によりJ.S.バッハの『マニフィカト』を歌っている。
「生涯」の項でも述べたが、トスカニーニおよびNBC交響楽団との関係は深いものであった。「第九」と『ロンド・アルレッキネスコ』での共演を皮切りに、最後のシーズンに至るまでしばしば共演した。また、トスカニーニはNBC交響楽団で7回オペラの全曲演奏を行っているが、そのうちの半分強にあたる4回でピアースを起用している。4回の内訳は演奏順に、ベートーヴェン『フィデリオ』のフロレスタン（1944年12月17日）、プッチーニ『ラ・ボエーム』のロドルフォ（1946年2月3日、2月10日）、ヴェルディ『椿姫』のアルフレート・ジェルモン（1946年12月1日、12月8日）およびヴェルディ『仮面舞踏会』のレナート（1954年1月17日、1月24日、6月3日）であり、このうちレナートは当初出演予定のユッシ・ビョルリングが急病のため、代わりに出演した。その他の公演のうちヴェルディの『オテロ』（1947年12月6日、12月13日）と『アイーダ』（1949年3月26日、4月3日）は、ピアースが拒んだ重い役で出番はなかった。対象を抜粋公演のアリア歌唱や特別演奏会に広げると、ヴェルディ『リゴレット』（第3幕）のマントヴァ公爵（1943年7月25日、1944年5月25日、1944年10月31日）、『ルイザ・ミラー』（「静かな夕べに星空を見ていたとき」）のロドルフォ（1943年7月25日）、『十字軍のロンバルディア人』（三重唱「ここに体を休めよ」）のアルヴィーノ（1943年1月31日）を手掛けている。一方で、テノールが起用される作品でもピアースが拒んだワーグナーや、ヴェルディのレクイエム、ベートーヴェンのミサ・ソレムニスなどといった作品では起用されておらず、「第九」もテレビ放送が行われた1948年4月3日の演奏会には出演していない。
ピアースとトスカニーニのNBC交響楽団との演奏および録音の中で、特筆すべきものの一つは1943年から1944年にかけて演奏された、ヴェルディのカンタータ『諸国民の賛歌』の演奏である。作品のアメリカ初演となった1943年1月31日のヴェルディ・プログラム、同じく1943年12月にアメリカ戦争情報局（OWI）の要請で製作された映画および1944年5月25日にマディソン・スクエア・ガーデンで開かれたNBC交響楽団とニューヨーク・フィルの合同による赤十字コンサートの3度にわたって歌唱を務めた。OWIの映画は連合軍によってナチス・ドイツとファシスト党の支配から解放された地域に配給されるためのもので、歌詞の一節 "Oh Italia, oh Italia, oh Patria mia" （イタリア、わが祖国）はトスカニーニによって "Oh Italia, oh Italia, oh Patria mia tradita"（イタリア、裏切られたわが祖国） と改められ、結尾には当時のソビエト連邦の国歌『インターナショナル』とアメリカ国歌『星条旗』が付け足された。映画はピーター・ローゼンの監修により1989年にビデオで発売され、2004年にはDVDでも発売された。トスカニーニはピアースの声について「非常に美しい声を持っている」と評していたが、さらに「25年もたてば、『ピアースを聴くべきだった！』と言うようになる」という趣旨の発言も行っている。
トスカニーニ以外の音楽家との演奏および録音としては、1950年代にはRCAレコードに『リゴレット』、『カルメン』、『ランメルモールのルチア』の全曲録音を行い、1950年代末期から1960年代にはヨーロッパでもRCAにリヒャルト・シュトラウス『ナクソス島のアリアドネ』、ウェストミンスター・レコードに『フィデリオ』を録音したほか、ヘンデル『サムソン』の全曲盤を録音している。『フィデリオ』の録音は1961年に行われ、指揮はハンス・クナッパーツブッシュであった。オーストリアの音楽学者クルト・ブラウコプフは、ピアースがクナッパーツブッシュのもとで行った『フィデリオ』の録音について、次のように伝えている。
1962年にはウェストミンスターにヘルマン・シェルヘンの指揮でベートーヴェンのオラトリオ『オリーヴ山上のキリスト』を録音したが、これはこの作品の世界初録音となる記念すべきものであった。
1945年リリースの『幸せの青い鳥』はピアースの代表的持ち歌であり、オペラ歌手のレコードとしては、1970年代後半に至るまでカルーソーによる『オヴァー・ゼア』に次ぐ売り上げを記録していた。

## 主なディスコグラフィ・フィルモグラフィ

### オペラ
- ヴェルディ『椿姫』（アルフレート・ジェルモン）：ヤルミラ・ノヴォトナ、ヘレン・オルヘイム、ローレンス・ティベット：エットーレ・パニッツァ指揮：1941年メト：Myto 2 MCD 933 80（CD）[57]
- ヴェルディ『リゴレット』第3幕（マントヴァ公爵）：フランチェスコ・ヴァレンティノ、ガートルード・リブラ、ナン・メリマン、ニコラ・モスコーナ：トスカニーニ指揮NBC響：1943年7月25日NBC 8Hスタジオ：Melodram MEL28022（CD）[58]
- ヴェルディ『リゴレット』第3幕（マントヴァ公爵）：レナード・ウォーレン、ジンカ・ミラノフ、メリマン、モスコーナ：トスカニーニ指揮NBC響＆ニューヨーク・フィル：1944年5月25日マディソン・スクエア・ガーデン：BMG BVCC 37338/9（CD）[58]
- ベートーヴェン『フィデリオ』（フロレスタン）：ローズ・バンプトン、シドール・ベラルスキー、ヘルベルト・ヤンセン、メリマン、モスコーナ：トスカニーニ指揮NBC響：1944年12月17日NBC 8Hスタジオ：BMG BVCC 9706/7（CD）[59]
- プッチーニ『ラ・ボエーム』（ロドルフォ）：リチア・アルバネーゼ、ジョージ・チェハノフスキー、アン・マックナイト、ヴァレンティノ、モスコーナ：トスカニーニ指揮NBC響：1946年2月3日、10日NBC 8Hスタジオ：オーパス蔵 OPK7058/9（CD）[60]
- ヴェルディ『椿姫』（アルフレート・ジェルモン）：アルバネーゼ、マクシーニ・ステルマン、ロバート・メリル、ジョン・ガリス：トスカニーニ指揮NBC響：1946年12月1日、8日NBC 8Hスタジオ：オーパス蔵 OPK7044/5（CD）[60]
- ヴェルディ『リゴレット』（マントヴァ公爵）：ウォーレン、エルナ・ベルガー、メリマン、イタロ・ターヨ：レナート・チェリーニ指揮RCAビクター交響楽団：1950年：Naxos Historical 8.110148-49[61]
- ビゼー『カルメン』（ドン・ホセ）：リーゼ・スティーヴンス、アルバネーゼ、メリル：フリッツ・ライナー指揮RCAビクター交響楽団：1951年：Naxos Classical Archives 9.80475-77[62]
- ヴェルディ『仮面舞踏会』（レナート）：ヘルヴァ・ネッリ、メリル、クララメイ・ターナー、ヴァージニア・ハズキンス：トスカニーニ指揮NBC響：1954年1月17日、24日、6月3日カーネギー・ホール：BMG BVCC 9715/6（CD）[58]
- ドニゼッティ『ランメルモールのルチア』（エドガルド）：ロバータ・ピータース、フィリッポ・マエロ、ジョルジョ・トッツィ、ピエロ・デ・パルマ：エーリヒ・ラインスドルフ指揮ローマ歌劇場：1957年：BMG-RCA Living Stereo 09026-68537-2（CD）[63]
- リヒャルト・シュトラウス『ナクソス島のアリアドネ』（バッカス）：レオニー・リザネク、セーナ・ユリナッチ、ピータース、ヴァルター・ベリー：ラインスドルフ指揮ウィーン・フィル：1958年：Decca 443 675-2（CD）[64]
- ベートーヴェン『フィデリオ』（フロレスタン）：ユリナッチ、グスタフ・ナイトリンガー、デジュー・エルンスター、マリア・シュターダー：クナッパーツブッシュ指揮バイエルン国立歌劇場管弦楽団：1961年：Universal Victor MVCW-14003/5（CD）[65]
- ロンバーグ『学生王子』（カール・フランツ王子）：トッツィ、ロベルト・サンズ、ピータース：フランツ・アラス指揮管弦楽団：1962年：Premiere Opera Ltd CDNO 1032-1（CD-R）[66]
- ヘンデル『サムソン』（サムソン）：フィリス・カーティン、ルイーゼ・パーカー、ロイ・サミュエルソン、マルコム・スミス：モーリス・アブラヴァネル指揮ユタ交響楽団：1962年：Vanguard Classics 885084（CD）[67]

### オペラ（アリア、重唱）
- ヴェルディ『十字軍のロンバルディア人』三重唱「ここに体を休めよ」：ヴィヴィアン・デラ・キエザ、モスコーナ：トスカニーニ指揮NBC響：1943年1月31日NBC 8Hスタジオ：BMG BVCC 37338/9（CD）[58]
- ヴェルディ『ルイザ・ミラー』アリア「静かな夕べに星空を見ていたとき」：トスカニーニ指揮NBC響：1943年7月25日NBC 8Hスタジオ：BMG BVCC 7193/4（CD）[58]

### 声楽曲
- ヴェルディ『諸国民の賛歌』：トスカニーニ指揮NBC響：1943年1月31日NBC 8Hスタジオ：Arturo Toscanini Society ATS 105（LP）[58]
- ヴェルディ『諸国民の賛歌』：トスカニーニ指揮NBC響：1943年12月8日、20日NBC 8Hスタジオ：BMG BVBC31012/3（DVD）[58]
- ヴェルディ『諸国民の賛歌』：トスカニーニ指揮NBC響＆ニューヨーク・フィル：1944年5月25日マディソン・スクエア・ガーデン：Grammfono AB78535/36（CD）[58]
- ベートーヴェン『オリーヴ山上のキリスト』：シュターダー、オットー・ヴィーナー：シェルヘン指揮ウィーン国立歌劇場管弦楽団：1962年：Universal Victor MVCW-18027（CD）

### 交響曲その他オーケストラ付随曲
- ブゾーニ『ロンド・アルレッキネスコ』：トスカニーニ指揮NBC響：1938年1月15日NBC 8Hスタジオ：Arturo Toscanini Society ATCD 100（CD）[68]
- ベートーヴェン：交響曲第9番：ボヴィ、トルボルク、ピンツァ：トスカニーニ指揮NBC響：1938年2月6日カーネギー・ホール：Seven Seas KICC-2247（CD）[59]
- ベートーヴェン：交響曲第9番：ノヴォトナ、トルボルク、モスコーナ：トスカニーニ指揮NBC響：1939年12月2日カーネギー・ホール：Relief CRCB-10007（CD）[59]
- ベートーヴェン：交響曲第9番：ファーレル、メリマン、ノーマン・スコット：トスカニーニ指揮NBC響：1952年3月31日、4月1日カーネギー・ホール：BMG BVCC 38090/1（CD）[59]